# Tiro com arco nos Jogos Olímpicos de Verão de 1900

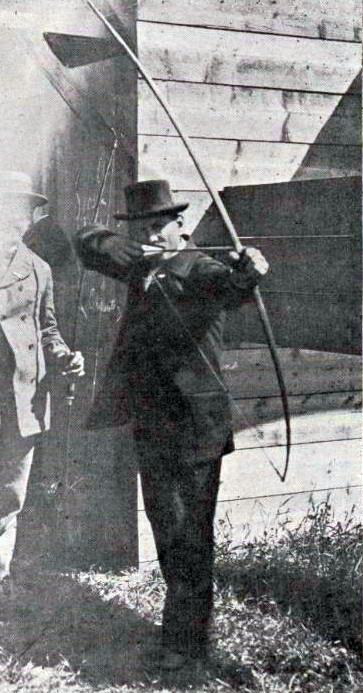
Arqueiro em ação durante uma das provas do tiro com arco em 1900

O tiro com arco estreou como modalidade olímpica nos Jogos Olímpicos de Verão de 1900 realizados em Paris. Cento e cinquenta e três arqueiros de três países competiram em seis eventos disputados.

## Au Cordon Doré (50 m)
| Pos. | País          | Atletas          |
| ---- | ------------- | ---------------- |
|      | França (FRA)  | Henri Hérouin    |
|      | Bélgica (BEL) | Hubert van Innis |
|      | França (FRA)  | Émile Fisseux    |

Resultados
| Pos. | Arqueiro         | País    | Placar |
| ---- | ---------------- | ------- | ------ |
| 1    | Henri Hérouin    | França  | 31     |
| 2    | Hubert van Innis | Bélgica | 29     |
| 3    | Émile Fisseux    | França  | 28     |
| 4    | Henri Helle      | França  | 27     |
| 5    | Edouard Beaudoin | França  | 26     |
| 6    | Denet            | França  | 26     |
| 7    | Galinard         | França  | 26     |
| 8    | Lecomte          | França  | 25     |

## Au Cordon Doré (33 m)
| Pos. | País          | Atletas                |
| ---- | ------------- | ---------------------- |
|      | Bélgica (BEL) | Hubert van Innis       |
|      | França (FRA)  | Victor Thibaud         |
|      | França (FRA)  | Charles Frédéric Petit |

Resultados
| Pos. | Arqueiro                   | País                       |
| ---- | -------------------------- | -------------------------- |
| 1    | Hubert van Innis           | Bélgica                    |
| 2    | Victor Thibaud             | França                     |
| 3    | Charles Frédéric Petit     | França                     |
| 4-8  | competidores desconhecidos | competidores desconhecidos |

## Au Chapelet (50 m)
| Pos. | País         | Atletas       |
| ---- | ------------ | ------------- |
|      | França (FRA) | Eugène Mougin |
|      | França (FRA) | Henri Helle   |
|      | França (FRA) | Emile Mercier |

Resultados
| Pos. | Arqueiro                  | País                      |
| ---- | ------------------------- | ------------------------- |
| 1    | Eugène Mougin             | França                    |
| 2    | Henri Helle               | França                    |
| 3    | Emile Mercier             | França                    |
| 4    | Hubert van Innis          | Bélgica                   |
| 5-6  | competidores desconhecido | competidores desconhecido |

## Au Chapelet (33 m)
| Pos. | País          | Atletas                |
| ---- | ------------- | ---------------------- |
|      | Bélgica (BEL) | Hubert van Innis       |
|      | França (FRA)  | Victor Thibaud         |
|      | França (FRA)  | Charles Frédéric Petit |

Resultados
| Pos. | Arqueiro                   | País                       |
| ---- | -------------------------- | -------------------------- |
| 1    | Hubert van Innis           | Bélgica                    |
| 2    | Victor Thibaud             | França                     |
| 3    | Charles Frédéric Petit     | França                     |
| 4-6  | competidores desconhecidos | competidores desconhecidos |

## Sur la Perche à la Herse
| Pos. | País          | Atletas           |
| ---- | ------------- | ----------------- |
|      | Bélgica (BEL) | Emmanuel Foulon   |
|      | França (FRA)  | Auguste Serrurier |
|      | Bélgica (BEL) | Emile Druart      |

Resultados
| Pos.   | Arqueiro                   | País                       |
| ------ | -------------------------- | -------------------------- |
| 1      | Emmanuel Foulon            | Bélgica                    |
| 2      | Auguste Serrurier          | França                     |
| 2      | Emile Druart               | Bélgica                    |
| 4-129? | competidores desconhecidos | competidores desconhecidos |

## Sur la Perche à la Pyramide
| Pos. | País          | Atletas           |
| ---- | ------------- | ----------------- |
|      | França (FRA)  | Emile Grumiaux    |
|      | França (FRA)  | Auguste Serrurier |
|      | Bélgica (BEL) | Louis Glineux     |

Resultados
| Pos.   | Arqueiro                   | País                       |
| ------ | -------------------------- | -------------------------- |
| 1      | Emile Grumiaux             | França                     |
| 2      | Auguste Serrurier          | França                     |
| 3      | Louis Glineux              | Bélgica                    |
| 4-129? | competidores desconhecidos | competidores desconhecidos |

## Quadro de medalhas do tiro com arco
| Ordem | País        | Medalha de ouro | Medalha de prata | Medalha de bronze | Total |
| ----- | ----------- | --------------- | ---------------- | ----------------- | ----- |
| 1     | FRA França  | 3               | 5                | 4                 | 12    |
| 2     | BEL Bélgica | 3               | 2                | 1                 | 6     |